# یاگوووو

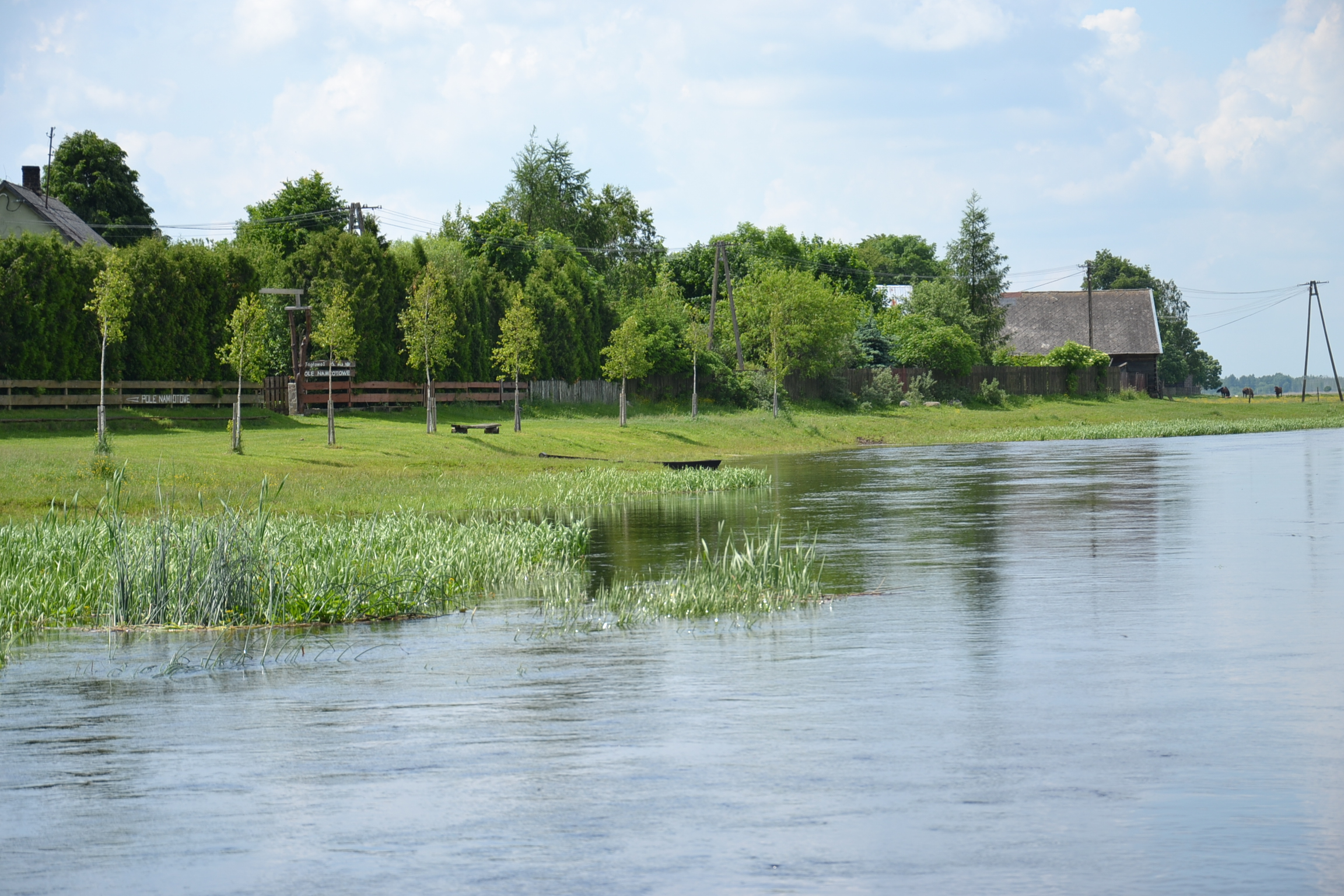
منطقه مسکونی در لهستان

یاگوووو (به لاتین: Jagłowo) یک روستا در لهستان است که در گمینا شتابین واقع شده‌است.